# Sunta
Sunta est un héros légendaire, roi guanche (mencey) de l'île de Tenerife aux Îles Canaries (Espagne).

## Biographie
Le roi Sunta tenait sa cour à Adeje. Il fut le père du roi Tinerfe le grand,,.
Cent ans avant que l'île ne soit conquise par les Espagnols, Adeje faisait partie du Menceyato d'Adeje (Royaume d'Adeje). L'île unifiée tout entière était dirigée depuis Adeje, jusqu'à ce que Tinerfe divisa l'île en neuf royaumes (menceyatos).
Après la mort de Tinerfe, leurs descendants ont divisé l'île en neuf royaumes.